# Trochosa wuchangensis
Trochosa wuchangensis är en spindelart som först beskrevs av Schenkel 1963.  Trochosa wuchangensis ingår i släktet Trochosa och familjen vargspindlar. Inga underarter finns listade i Catalogue of Life.